# Dziahilna
Dziahilna (biał. Дзягільна, Dziahilna; ros. Дягильно, Diagilno) – wieś na Białorusi, w obwodzie mińskim, w rejonie dzierżyńskim, w sielsowiecie Dzierżyńsk. Od wschodu graniczy z Dzierżyńskiem.

## Historia
W XIX i w początkach XX w. majątek ziemski położony w Rosji, w guberni mińskiej, w powiecie mińskim, w gminie Kojdanów. Do 1879 własność Januszkiewiczów.
Po I wojnie światowej pod administracją polską, w Zarządzie Cywilnym Ziem Wschodnich, w okręgu mińskim, w powiecie mińskim, w gminie Kojdanów.
W wyniku postanowień traktatu ryskiego znalazła się w granicach Związku Sowieckiego. W latach 1932–1937 w Polskim Rejonie Narodowym im. Feliksa Dzierżyńskiego. Od 1991 w niepodległej Białorusi.

## Ludzie związani z miejscowością
- Adolf Januszkiewicz – polski poeta, powstaniec listopadowy; mieszkaniec majątku Dziahilna